# Economía de hidrógeno

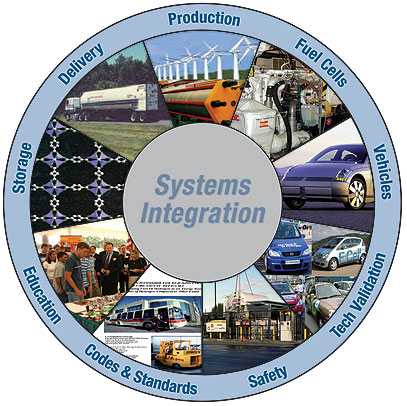
Elementos de la economía de hidrógeno: producción de hidrógeno mediante energías renovables, electrólisis del agua, pilas de combustible (fuel cell), vehículo de hidrógeno, tecnologías de hidrógeno, hidrogeneras (estaciones de servicio)

La economía de hidrógeno es un modelo económico energético alternativo al uso de combustibles fósiles, en el cual la energía, para su uso básico en los medios de transporte, se almacena como hidrógeno (H2) o dihidrógeno. 
El hidrógeno se ha propuesto como sustituto de los combustibles fósiles como la gasolina y el diésel (gasóleo) utilizados actualmente en automóviles y como sistema de almacenamiento de energías renovables.

## Desarrollo actual
Algunas compañías, como Honda, Daimler, Ford Motor Company, General Motors Corporation/Opel, Hyundai Motor Company, Kia Motors Corporation, la alianza Renault SA y Nissan Motor Corporation y Toyota Motor Corporation están desarrollando proyectos relacionados con los vehículos de hidrógeno. Algunas de ellas incluso han apostado estratégicamente por un futuro energético basado en las tecnologías de hidrógeno, una corriente que ha dado lugar al concepto de Sociedad del Hidrógeno, que a menudo se intercambia con el de economía del hidrógeno. Por ejemplo, el fabricante de automóviles japonés Honda, la única firma que ha obtenido la homologación para comercializar su vehículo impulsado por pila de combustible de hidrógeno, el FCX Clarity, en Japón y Estados Unidos, ha desarrollado también la Home Energy Station, (HES), un sistema autónomo y doméstico que permite obtener hidrógeno a partir de energía solar para repostar vehículos de pila de combustible y aprovechar el proceso para generar electricidad y agua caliente para el hogar.
La producción del hidrógeno es un sector industrial considerable, y es cada vez mayor. En 2004 se produjeron unas 50 millones de toneladas métricas de hidrógeno, conteniendo 200 gigavatios de energía; la tasa de crecimiento es de alrededor de un 10% por año. Debido a que el almacenaje y transporte de hidrógeno es caro, la mayor parte del hidrógeno que se produce en la actualidad se hace localmente, y es utilizado inmediatamente, generalmente por la misma compañía productora. En 2005, el valor económico de todo el hidrógeno producido fue de aprox. 135 mil millones de USD por año.
Hoy hay dos principales aplicaciones para el hidrógeno. Casi la mitad se emplea para producir amoníaco (NH3) mediante el proceso de Haber, el cual se utilizará sobre todo como fertilizante, directa o indirectamente. A causa de que la superpoblación mundial y la agricultura intensiva crecen, debido a esto la demanda del amoníaco (y por tanto de hidrógeno) está creciendo. La otra mitad de la producción actual del hidrógeno se utiliza para convertir cadenas largas de hidrocarburos (que son la mayoría en el petróleo sin refinar) en fracciones más ligeras, convenientes para su uso como combustibles. Este último proceso se conoce como hydrocracking. Hydrocracking representa un área incluso de mayor crecimiento que la del amoníaco, los incrementos en los precios del petróleo animan a las compañías petroleras a extraer un material más pobre, como pueden ser arenas de alquitrán y pizarra de petróleo.
Actualmente, el 48% de la producción de hidrógeno es a partir del gas natural, el 30% del petróleo, y el 18% del carbón; la electrólisis del agua representa solamente 4%.
El gran mercado y el incremento también han estimulado que se cree un gran interés en buscar métodos alternativos, más baratos, para la producción de hidrógeno.

## Fundamentos
La electricidad ha revolucionado la calidad de la vida humana desde finales del siglo diecinueve permitiendo un uso más sencillo de las fuentes de energía disponibles. Los primeros dispositivos y aplicaciones como la dínamo y la iluminación eléctrica motivaban la corriente directa. Más adelante el alternador y la corriente alterna permitieron transmitir la energía eléctrica a gran escala.
Actualmente, la oscilación de la demanda energética se cubre mediante el encendido o apagado de generadores. Sin embargo, la electricidad es difícil de almacenar para usarla más adelante. El mejor sistema en lo que a eficiencia y coste se refiere y más extendido además para el almacenamiento de energía de una red a gran escala es el almacenamiento por bombeo, que consiste en bombear agua hasta una presa superior y generar la electricidad demandada mediante hidroelectricidad. Sin embargo este método no sirve para aplicaciones móviles de almacenaje de energía. 
Existen alternativas más reducidas de almacenaje como condensadores pero tienen el problema de la baja densidad de energía. Las baterías tienen también baja densidad de energía y además tardan en cargarse y descargarse. El almacenamiento en una batería inercial es más eficiente que en las baterías de tamaño similar, pero acarrea preocupaciones de seguridad debido a que puede romperse explosivamente, aparte del efecto giroscópico que tiene. Éste no es un problema en plantas eléctricas, pues se las puede enterrar. 
Casi al mismo tiempo que empezó a funcionar la electricidad, se descubrió una fuente de energía portable. Se trata naturalmente de los motores de combustión interna, los cuales queman hidrocarburos. Los motores de combustión interna arrasaron a sus competidores de esa época, como por ejemplo el aire comprimido, o los automóviles eléctricos accionados por baterías, porque proporcionaron mayores posibilidades, en virtud de la eficacia del motor de combustión interna y de la alta densidad energética del combustible, a pesar de que intoxicar a la población y la explotación de la gente en países pobres. El alto cociente de potencia másica de los motores de combustión interna también permitió construir un avión de densidad más alta que el aire. 
Las actuales preocupaciones con respecto a la disponibilidad a largo plazo de los combustibles fósiles y por el calentamiento global debido a las emisiones de dióxido de carbono (CO2) han dado lugar a una búsqueda de un combustible alternativo a los combustibles fósiles que no tenga estos problemas. 
Hay quien piensa que las celdas de combustible de hidrógeno son el equivalente a los viejos motores de combustión interna.